# Joop Boutmy
Johannes „Joop” Wouter Boutmy (ur. 29 kwietnia 1894 w George Town, zm. 26 lipca 1972 w Veronie) – holenderski piłkarz grający na pozycji pomocnika. W swojej karierze rozegrał 10 meczów i strzelił 1 gola w reprezentacji Holandii.

## Kariera klubowa
W swojej karierze piłkarskiej Boutmy grał w klubie HBS Den Haag.

## Kariera reprezentacyjna
W reprezentacji Holandii Boutmy zadebiutował 30 czerwca 1912 roku w meczu wygranym 3:1 z Austrią na igrzyskach olimpijskich w Sztokholmie. Na tych igrzyskach zdobył z Holandią brązowy medal. Od 1912 do 1914 roku rozegrał w kadrze narodowej 10 meczów i strzelił 1 gola.